# Ivan Miladinović
Ivan Miladinović (in serbo Иван Миладиновић?; Ćuprija, 14 agosto 1994) è un calciatore serbo, difensore del Tobyl.

## Carriera

### Club
Il 4 luglio 2018 viene acquistato a titolo definitivo dalla squadra russa del Soči.

## Statistiche

### Presenze e reti nei club
Statistiche aggiornate al 17 aprile 2022.
| Stagione        | Squadra         | Campionato      | Campionato | Campionato | Coppe nazionali | Coppe nazionali | Coppe nazionali | Coppe continentali | Coppe continentali | Coppe continentali | Altre coppe | Altre coppe | Altre coppe | Totale | Totale |
| Stagione        | Squadra         | Comp            | Pres       | Reti       | Comp            | Pres            | Reti            | Comp               | Pres               | Reti               | Comp        | Pres        | Reti        | Pres   | Reti   |
| --------------- | --------------- | --------------- | ---------- | ---------- | --------------- | --------------- | --------------- | ------------------ | ------------------ | ------------------ | ----------- | ----------- | ----------- | ------ | ------ |
| 2013-2014       | Jagodina        | SL              | 0          | 0          | CS              | 1               | 0               | -                  | -                  | -                  | -           | -           | -           | 1      | 0      |
| 2014-gen. 2015  | Jagodina        | SL              | 0          | 0          | CS              | 0               | 0               | UEL                | 0                  | 0                  | -           | -           | -           | 0      | 0      |
| gen.-giu. 2015  | Sloga Kraljevo  | PL              | 13         | 0          | CS              | 0               | 0               | -                  | -                  | -                  | -           | -           | -           | 13     | 0      |
| 2015-2016       | Jagodina        | SL              | 22         | 0          | CS              | 3               | 0               | -                  | -                  | -                  | -           | -           | -           | 25     | 0      |
| 2016-2017       | Jagodina        | PL              | 27         | 2          | CS              | 2               | 0               | -                  | -                  | -                  | -           | -           | -           | 29     | 2      |
| lug.-ago. 2017  | Jagodina        | PL              | 2          | 0          | CS              | 0               | 0               | -                  | -                  | -                  | -           | -           | -           | 2      | 0      |
| Totale Jagodina | Totale Jagodina | Totale Jagodina | 51         | 2          |                 | 6               | 0               |                    | 0                  | 0                  |             | -           | -           | 57     | 2      |
| 2017-2018       | Radnički Niš    | SL              | 18         | 1          | CS              | 1               | 0               | -                  | -                  | -                  | -           | -           | -           | 19     | 1      |
| 2018-2019       | Soči            | 1D              | 32         | 2          | CR              | 0               | 0               | -                  | -                  | -                  | -           | -           | -           | 32     | 2      |
| 2019-2020       | Soči            | PL              | 22         | 0          | CR              | 1               | 0               | -                  | -                  | -                  | -           | -           | -           | 23     | 0      |
| 2020-2021       | Soči            | PL              | 24         | 1          | CR              | 4               | 0               | -                  | -                  | -                  | -           | -           | -           | 28     | 1      |
| Totale Soči     | Totale Soči     | Totale Soči     | 78         | 3          |                 | 4               | 0               |                    | -                  | -                  |             | -           | -           | 82     | 3      |
| 2021-2022       | Nižnij Novgorod | PL              | 11         | 0          | CR              | 1               | 0               | -                  | -                  | -                  | -           | -           | -           | 12     | 0      |
| Totale carriera | Totale carriera | Totale carriera | 171        | 6          |                 | 12              | 0               |                    | 0                  | 0                  |             | -           | -           | 183    | 6      |